# Journée de l'Antarctique argentin
Ne doit pas être confondu avec Jour de l'Antarctique.
La Journée de l'Antarctique argentin (en espagnol : Día de la Antártida Argentina) est commémorée chaque année le 22 février en Argentine. Elle a été instituée pour célébrer le jour où le drapeau argentin a été élevé pour la première fois dans le secteur antarctique, revendiqué par l'Argentine dans le Traité de l'Antarctique et pour marquer la présence argentine ininterrompue depuis dans cette partie du monde, qui fait partie de la province de Terre de Feu, Antarctique et Îles de l’Atlantique Sud, selon le décret-loi no 2129 du 28 février 1957.

## Histoire

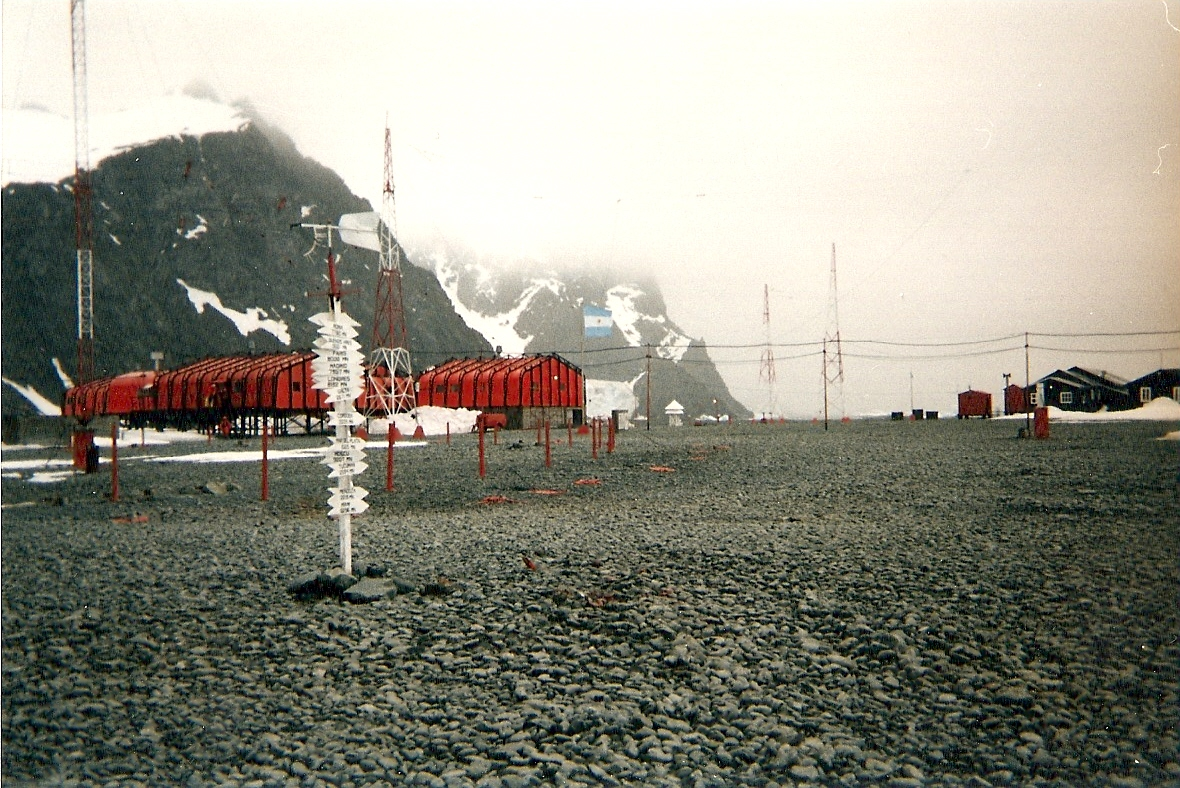
La base antarctique Orcadas.

En 1904, le drapeau argentin est hissé pour la première fois sur les îles Orcades du Sud. La Royal Scottish Geographical Society organise en 1902 une expédition en direction de l'océan antarctique avec pour objectif d'explorer les lieux et de réaliser des observations géophysiques, biologiques, magnétiques et météorologiques. Le commandement de l'expédition est confié à William Speirs Bruce à bord du Scotia. Il parvient dans un premier temps aux îles Malouines avant de prendre le chemin des îles Orcades, où il parvient le 22 février et jette l'ancre dans la baie Scotia, sur l'île Laurie. Il construit une petite maison servant d'abri et une autre en guise de dépôt d'instruments, dans ce qui est devenu le premier observatoire de l'Antarctique. En novembre 1903, le Scotia nécessitant des réparations et un réapprovisionnement, Bruce se dirige sur Buenos Aires, où il négocie un accord sur la cession de cette station météorologique.

## Calendrier scolaire
Dans le calendrier scolaire, la commémoration de cette journée a été fixée au 21 juin, le 22 février tombant pendant les vacances scolaires. Le 21 juin est la Journée de la confraternité antarctique (es), dont l'objectif est la sensibilisation aux thèmes relatifs à la souveraineté sur l'Antarctique

## Diffusion
Les veteranos antárticos postés sur la base Marambio se consacrent à la diffusion du fait historique qu'a été la fondation de cette base antarctique et l'importance de commémorer la Journée de l'Antarctique argentin.